# Ubatubesia amplicoxae
Ubatubesia amplicoxae is een hooiwagen uit de familie Gonyleptidae.